# Monte Besso
Il monte Besso (3.667 m s.l.m.) è una vetta svizzera nel vallese delle Alpi Pennine. Si trova ai bordi della valle di Zinal.

## Caratteristiche

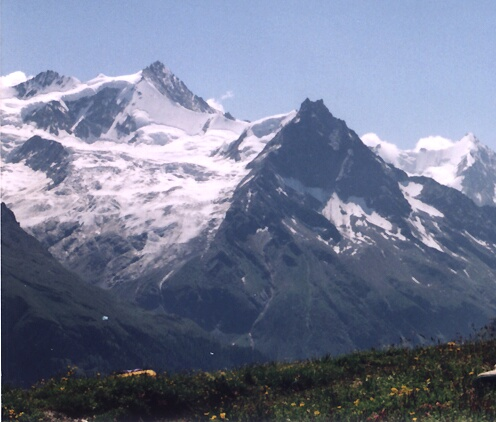
In primo piano il monte Besso con la tipica punta gemella.

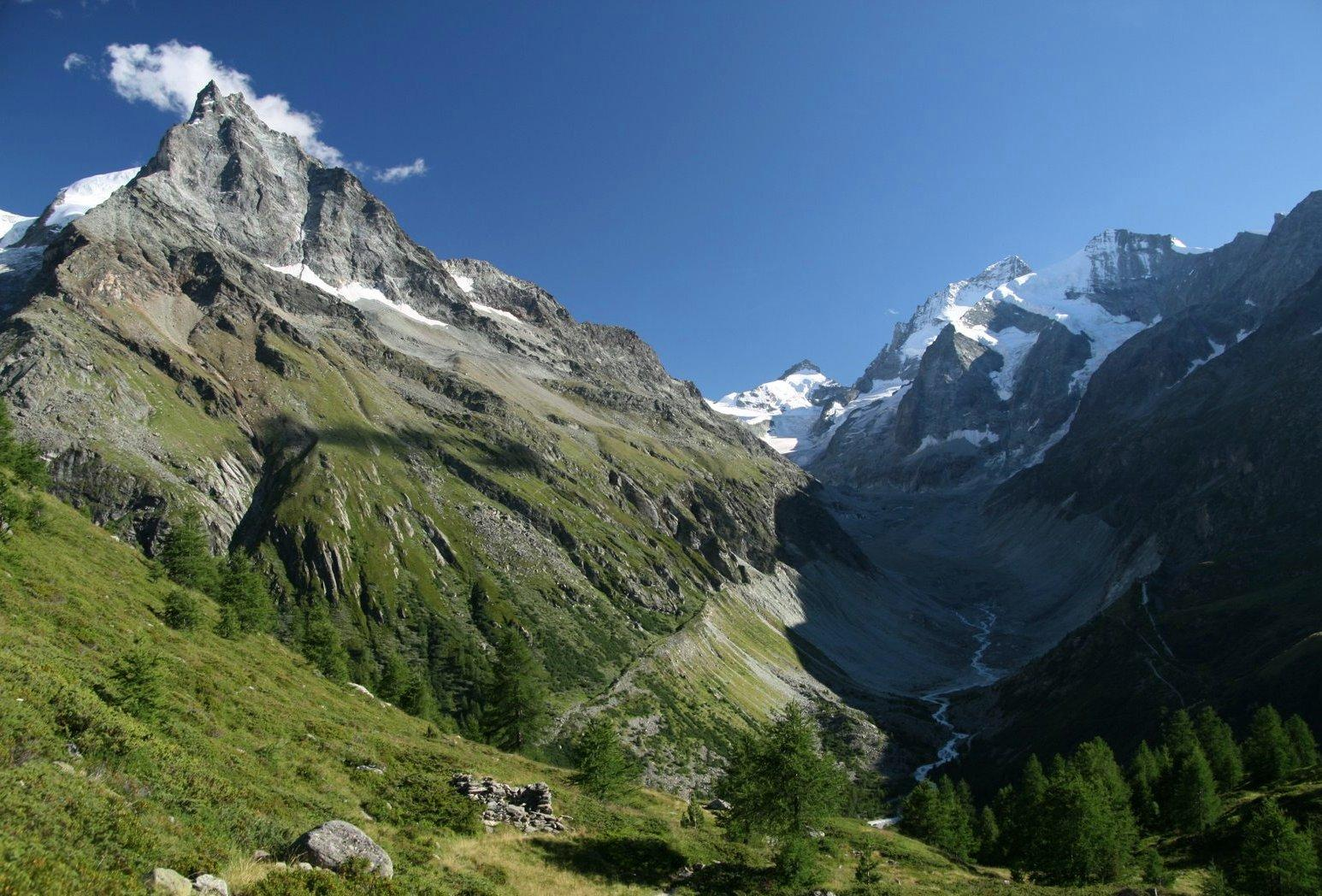
Il monte sulla sinistra della valle di Zinal.

La vetta è divisa in due punte gemelle, e di qui deriva il suo nome. Infatti Besso significa gemello nel dialetto locale.
La montagna è collocata in una posizione dalla quale si ha un'ampia visuale su tutte le montagne della valle di Zinal. Infatti la montagna fa parte della cosiddetta corona imperiale, insieme di montagne che formano un ferro di cavallo: Les Diablons, il Bishorn (4.153 m), il Weisshorn (4.505 m), lo Schalihorn (3.974 m), lo Zinalrothorn (4.221 m), il Trifthorn (3.728 m), l'Obergabelhorn (4.062 m), il Mont Durand (3.712 m), la Pointe de Zinal (3.790 m), la Dent Blanche (4.356 m), il Grand Cornier (3.961 m), il Pigne de la Lé (3.396 m), la Garde de Bordon (3.310 m), ed al centro di questa gigantesca parabola il monte Besso (3.667 m).

## Salita alla vetta
La prima salita alla vetta avvenne probabilmente nel 1862 ad opera di J. B. Epinay e J. Vianin. La via normale di salita alla vetta parte dalla Cabane du Grand Mountet.